# Baliochila barnesi
Baliochila barnesi is een vlinder uit de familie van de Lycaenidae. De wetenschappelijke naam van de soort is voor het eerst geldig gepubliceerd in 1953 door Stempffer & Bennett.